# Charles Émile Moinier
Pour les articles homonymes, voir Moinier.
Charles Émile Moinier, né à Mont-de-Marsan le 2 juin  1855 et mort le 3 février 1919 à Paris, est un général de division français.
Il sert au Maroc de 1908 à 1918, et s'illustre pendant la campagne du Maroc. Commandant en chef de la colonne de Fès, avec Baumgarten chef de la colonne de Taza, ils relient le Maroc oriental et central dans le cadre de la « politique de jonction. ».
En août 1914 lorsque la Première Guerre mondiale éclate, il est commandant en chef des forces de terre et de mer de l'Afrique du Nord puis un peu avant l'armistice, il est nommé gouverneur militaire de Paris succédant à Guillaumat.

## Biographie

### Famille
Charles Émile Moinier nait le 2 juin 1855 à Mont-de-Marsan de Nicolas Moinier (capitaine de gendarmerie) et d'Esther Chevillard. Son frère ainé né en 1848 est le général de brigade Auguste Jean Marie Moinier commandant les troupes d'infanterie non embrigadées de la division d'Alger.
Le 29 septembre 1884 il épouse à Fontenay-aux-Roses Gabrielle Vabois. Présidente de l'union des femmes de France à Alger (chevalier de la légion d'honneur 1921).

### Jeunesse
Entré à Saint-Cyr le 24 octobre 1873, major de la 58e promotion L'Archiduc Albert (1873-1875) il est également major à la sortie. Affecté comme sous-lieutenant au 60e régiment d'infanterie, il entre à l'école d'application d'état major le 1er janvier 1876. Affecté comme lieutenant au corps d'état major en décembre 1877, il effectue un stage aux chasseurs d'Afrique (1877) puis aux zouaves (1880). En 1882 capitaine au 143e régiment d'infanterie, puis lieutenant colonel au 159e en 1899, colonel en 1905 au 3e, enfin nommé général de brigade à l'état major général le 17 octobre 1908 (détaché à Casablanca)

### Intervention au Maroc
Déjà en 1856, le Maroc affaibli, est la cible privilégiée de différentes puissances, l’Angleterre, l’Allemagne, l’Espagne, la France. Les troubles, les conventions, les accords se succèdent. Les querelles internes de succession au sein de la famille du Makhzen, les révoltes de mécontentement dans tout le pays la situation chaotique, vont favoriser l'intervention militaire de la France à la demande du Makhzen.
En 1906, la Conférence d’Algésiras, qui réunit 12 pays européens et les États-Unis, décide l’internationalisation économique du Maroc et confère à la France et à l’Espagne des droits spéciaux.
La France accorde un prêt énorme au sultan Hafid, ce qui équivaut à une mise sous tutelle de ses finances.
Le 15 mars 1908 le colonel Moinier arrive au Maroc à la tête du 4e bataillon du 4e régiment de tirailleurs tunisiens.
En 1910 Ahmed al-Hiba fils de Ma El Aïnin entreprend une marche sur Fès à la tête des « hommes au voile bleu » à la rescousse du sultan Moulay Hafid en difficulté, le 23 juin, Moinier met en déroute Maa El Ainine à bout de force épuisé.
En 1911, des circonstances favorables permettent une intervention militaire, le sultan Moulay Hafid qui avait détrôné son frère, le sultan  Moulay Abdelaziz, est assiégé à Fès par les tribus amazighs rebelles. Il fait appel à la France, dont une colonne, commandée par le général Moinier, commandant en chef de la colonne de Fès, composée de 23 000 hommes, franchit l'oued Bouregreg le 27 avril, passe le col de Zagotta le 19 mai et débouche sur la plaine de Fès pour dégager la capitale le 21. Après la capitulation, l'insurrection de Fès contre la présence française est réprimée le 24 avril 1912, l'état de siège proclamé, des conseils de guerre mis en place et une indemnité de guerre est imposée, commence alors le protectorat français sur le Maroc.

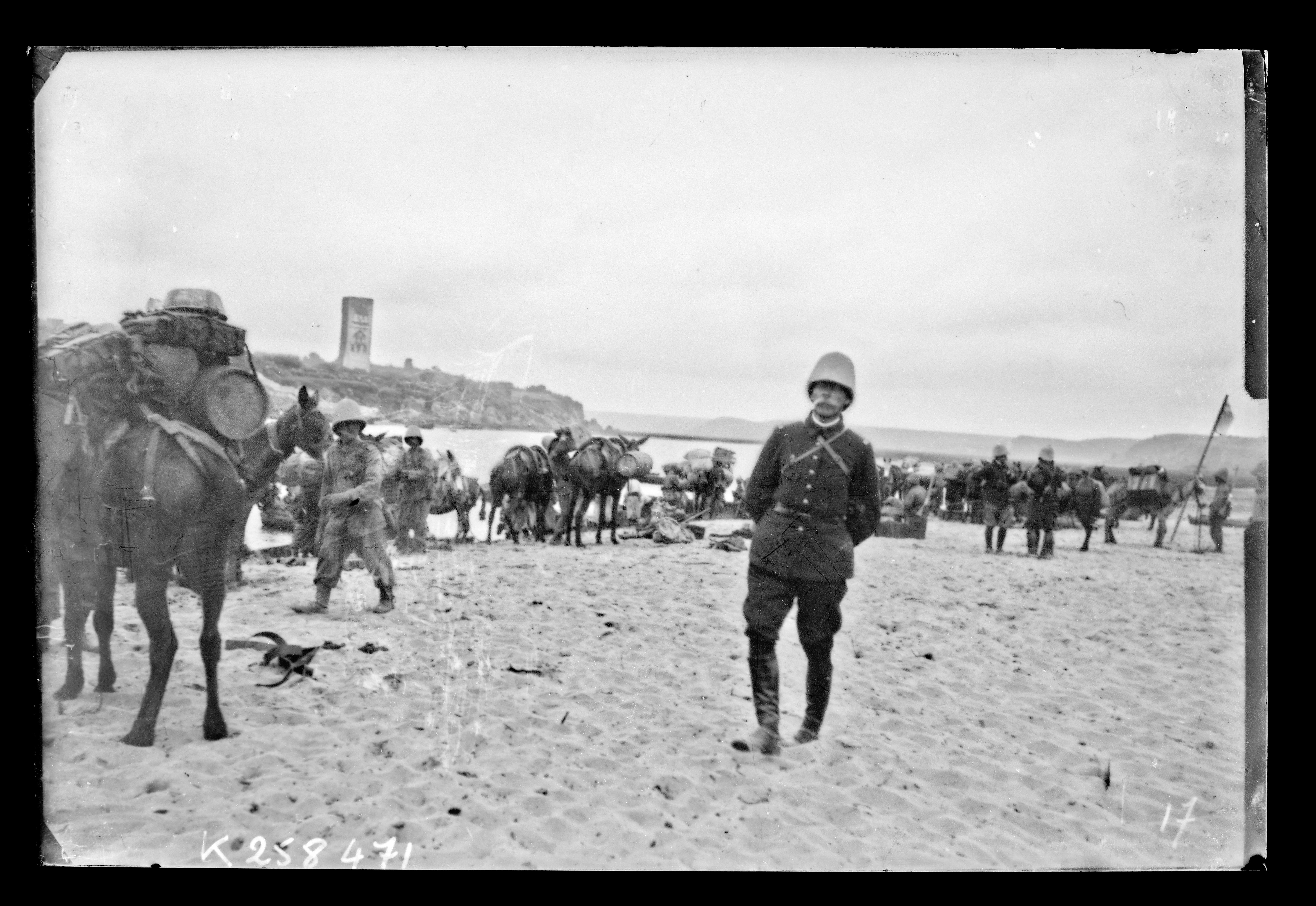
Le général Moinier en 1911 devant Rabat.
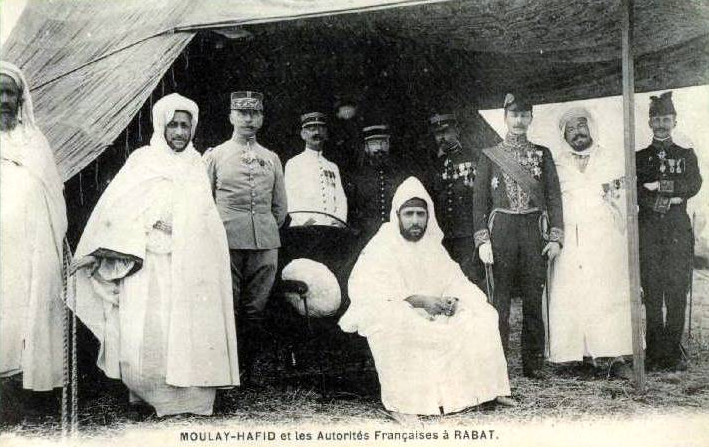
Le sultan Moulay Hafid, Mohammed, Mokri, Mohamed Ben Bouchta El Baghdadi, Si Kaddour ben Ghabrit, le général Lyautey et le général Moinier (8 août 1912)
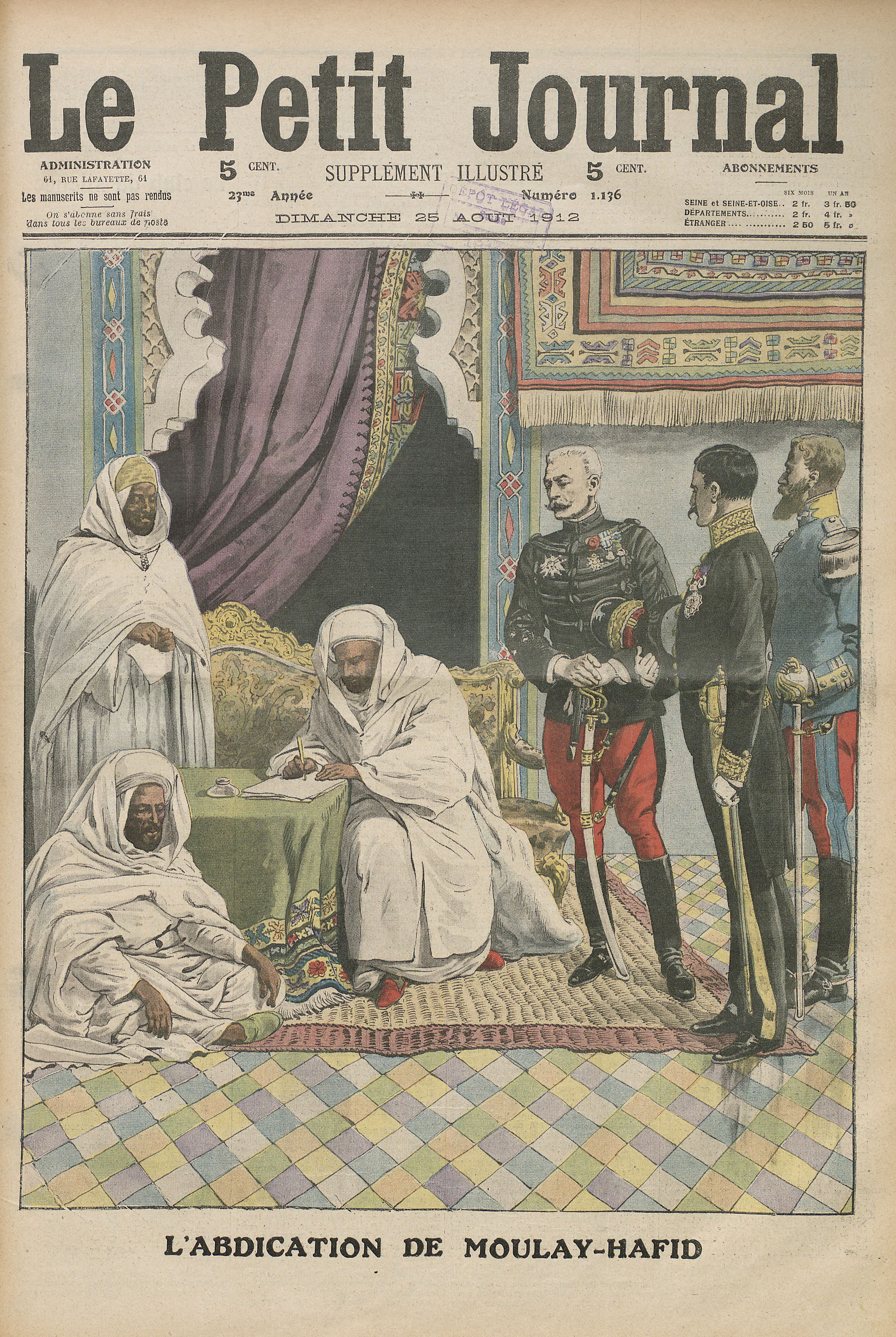
Abdication de Moulay Hafid vue par Le Petit Journal (25 août 1912)

### Première Guerre mondiale
En août 1914 il est commandant en chef des forces de terre et de mer de l'Afrique du Nord et réussit à obtenir un recrutement intensif du contingent d'Afrique du Nord.

### Après-guerre
Un peu avant la fin de la guerre, il est nommé gouverneur militaire de Paris succédant à Guillaumat'.
Il meurt le 13 février 1919 aux Invalides, sa résidence parisienne en tant que gouverneur militaire de la capitale.

## Décorations

### Décorations françaises
- Grand officier de la Légion d'honneur (12 juillet 1916)
  -  Commandeur de la Légion d'honneur (12 janvier 1912)
  -  Officier de la Légion d'honneur (17 octobre 1909)
  -  Chevalier de la Légion d'honneur (11 juillet 1891)
- Officier d'académie
- Médaille commémorative du Maroc

### Décorations étrangères
- Officier du Nichan Iftikhar (4e R.T.T) ( France /  Tunisie)
- Army Distinguished Service Medal (à titre posthume)[9] ( États-Unis)